# Brian Tutt
Pour les articles homonymes, voir Tutt.
Brian Carter Tutt (né le 9 juin 1962 à Swalwell, dans la province de l'Alberta, au Canada) est un joueur professionnel canadien de hockey sur glace.
Il est le père de Brianne Tutt, patineuse de vitesse.

## Carrière
Il commence sa carrière chez les Wranglers de Calgary en LHOu. Il est repêché en LNH en 1980 à la 126e position par les Flyers de Philadelphie.
Cependant il ne joue pas d'abord en Ligue nationale de hockey (LNH) mais principalement dans les clubs-écoles en LIH et en LAH. Après un bref séjour au EHC Lustenau en Autriche, il revient en Amérique pour jouer sept matchs en LNH au sein des Capitals de Washington pendant la saison 1989-1990. Entre 1990 et 1996, il joue pour des clubs scandinaves. Il rejoint l'Allemagne pour la saison 1996-1997 chez les SERC Wild Wings. La saison suivante, il signe pour les Scorpions de Hanovre. Après avoir commencé la saison 1998-1999 chez les Adler Mannheim, il revient à Hanovre. Il met fin à sa carrière en 2001 en Amérique lors d'une dernière saison avec les Channel Cats de Huntsville en Ligue centrale de hockey.
En sélection nationale, au sein de l'équipe du Canada, il participe aux Jeux olympiques de 1992 à Albertville où le Canada obtient la médaille d'argent ainsi qu'aux championnats du monde 1992 et 1995 où l'équipe prend la médaille de bronze.